# أرتيم ايفانوف
أرتيم ايفانوف هو لاعب الضامة ‏ أوكراني، ولد في 5 أبريل 1988.